# Crown Mountain, Antarktis
Crown Mountain är ett berg i Antarktis. Det ligger i den centrala delen av kontinenten. Nya Zeeland gör anspråk på området. Toppen på Crown Mountain är 3 849 meter över havet.
Terrängen runt Crown Mountain är bergig åt nordväst, men åt sydost är den kuperad. Trakten är obefolkad. Det finns inga samhällen i närheten.